# جبل هادينجتون
جبل هادينجتون هو جبل بركاني درعي يصل طوله 1630 م، يقع في وسط جزيرة جيمس روس شرق الطرف الشمالي لشبه جزيرة أنتاركتيكا.
اكتشف المستكشف القطبي البريطاني جيمس كلارك روس الجبل في 31 ديسمبر 1842 أثناء رحلته الاستكشافية إلى القطب الجنوبي (1839-1843).